# 대한민국 상법 제100조
대한민국 상법 제100조는 중개인 보수청구권에 대한 상법총칙의 조문이다.

## 조문
제100조 (보수청구권) (1) 중개인은 제96조의 절차를 종료하지 아니하면 보수를 청구하지 못한다.

(2) 중개인의 보수는 당사자 쌍방이 균분하여 부담한다.